# Chancelloriidae

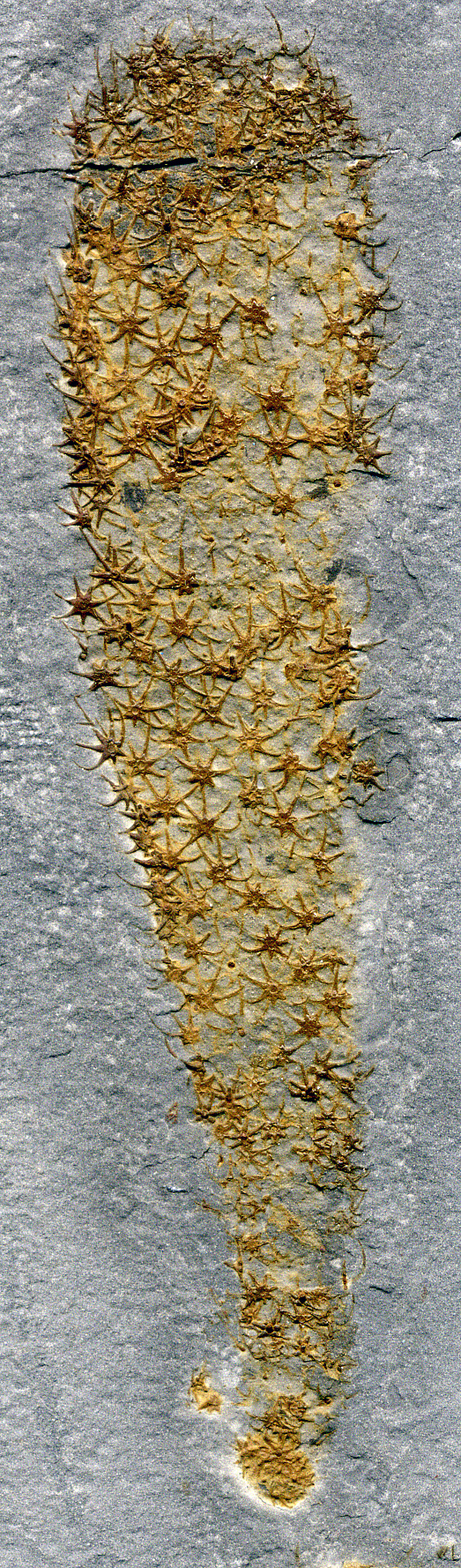
Chancelloria eros aus dem mittelkambrischen Wheeler Shale in Utah

Die Chancelloriidae (seltener auch Chancelloridae geschrieben) sind eine ausgestorbene Familie des Tierreichs (von späteren Autoren teilweise auch im Rang einer Ordnung geführt), die in Sedimenten des Unterkambriums erstmals auftreten und bis ins frühe Oberkambrium verbreitet waren. Ihre taxonomische Zuordnung ist schwierig, sie könnten aber in die Nähe von Schwämmen gerückt werden. Auch mit den Halkieriidae bestehen Gemeinsamkeiten in der Form der Skelettnadeln.

## Erstbeschreibung und Vorkommen
Chancelloriidae wurden erstmals im Jahr 1920 von Charles Doolittle Walcott im Burgess Shale in Kanada gefunden und beschrieben, der sie damals als sehr primitive Schwämme klassifizierte. Walcott ordnete alle seine Funde einer einzigen, weit gefassten, Art zu, die er Chancelloria eros benannte.
Chancelloriidae sind danach vielerorts gefunden worden, die meisten Funde bestanden aus den isolierten, charakteristisch geformten Skelettnadeln. Aber auch Körperfossilien sind mehrfach andernorts in sogenannten Konservatlagerstätten gefunden worden, so etwa in der mittelkambrischen Wheeler und Marjum Formation in Utah, USA, der Kaili-Formation in Guizhou, China, der Mount Cap Formation in den Nordwestterritorien, Kanada, der frühkambrischen Chengjiang-Faunengemeinschaft in Yunnan, China und Sekwi Formation in Kanada.
Die ältesten Fossilien stammen aus einer SSF-Faunengemeinschaft der Anabarites trisulcatus-Zone des unteren Nemakit-Daldyniums in Sibirien sowie seinem Analog, der Protohertzina anabarica-Zone aus der unteren Stufe des Meishuchuums in China. Aus dem Fossilbericht ist erkennbar, dass die Chancelloriidae in ihrer Artenvielfalt im Oberkambrium rasch zurückgingen und wahrscheinlich zum Ende des Kambriums ganz erloschen waren.

## Fossile Erhaltung
Viele der Fossilien der Chancelloriidae bestehen nur aus Skleritnadeln und anderen Bruchstücken, so dass eine eindeutige Zuordnung zu bestimmten Taxa sich oft als sehr schwierig gestaltet. Dennoch sind auch recht vollständige Funde bekannt, die sessile, taschenförmige Organismen zu erkennen geben, deren weiche Haut mit sternförmigen Kalkskleriten, aus denen scharfe Stacheln hervorragen, bewehrt ist. Die Zuordnung von nach isolierten Skleriten und nach Körperfossilien beschriebenen Taxa zueinander ist schwierig, da die Form der Einzelsklerite in den Körperfossilien schlechter erkennbar ist. Die genaue Zahl und Abgrenzung der Taxa ist daher heute ungeklärt.

## Beschreibung
Die Chancelloriidae besaßen einen radiär symmetrischen, sackartigen Körper mit einer Mundöffnung am oberen Körperende, aber keinerlei inneren Organen in der großen, zentralen Höhlung. Die Mundöffnung war von einem Kranz etwas vergrößerter Sklerite umgeben. Das äußere Integument war vermutlich relativ stabil und lederartig. Jegliche Hinweise auf Einströmöffnungen (Oscula), wie typisch für Schwämme, fehlen. Die Tiere waren, soweit erkennbar, an Hartsubstrate des Meeresbodens oder andere Organismen, vor allem Schwämme und andere Chancelloriidae, angeheftet und festsitzend (sessil), einige Bearbeiter spekulieren auch über eine mögliche Verankerung in, wie für präkambrische Sedimente typisch, durch mikrobielle Matten verfestigten Weichsubstraten. Zur Anheftungsstelle hin waren die Tiere etwas stielartig verschmälert. Einzelne Taxa unterscheiden sich in ihrer Größe und ihrer äußeren Gestalt. So war Chancellaria eros beispielsweise ein schlanker, etwa 4 bis 6 Zentimeter langer, am unteren Ende spitz zulaufender Kegel mit einem maximalen Durchmesser von 1,5 bis 2 Zentimeter. Allonnia junyani jedoch war von scheibenartiger bis zylindrischer Gestalt mit einem Durchmesser von 6 bis 7 Zentimeter und einer Maximallänge von 20 Zentimeter.
Die meisten Fossilfunde werden von einer Ansammlung von mineralisierten Hartteilen aufgebaut, den Skleriten. Die Gesamtheit der Hartteile eines einzelnen Individuums wird als Skleritom bezeichnet. Einzelne Taxa besitzen für ihre Bestimmung nur vereinzelte Skleriten und manche Funde konnten deswegen bisher noch keiner Art noch Gattung zugeordnet werden.
Individuelle Skleriten werden aus einer sternenförmigen Basis, aus der ein Dorn rechtwinklig hervorragt, gebildet, häufig sind auch drei- oder sechsspitzige, komplex verbundene Sklerite. In ihrem Inneren besitzen die Sklerite Hohlräume, weswegen viele Sklerite sich nur aufgrund ihrer Phosphatfüllung erhalten haben. Es wird vermutet, dass diese Hohlräume bei lebenden Tieren von Gewebe ausgefüllt wurden, welches die Hartteile sezernierte. Unklar ist jedoch, um was für eine Substanz es sich hierbei handelte, da die Wände entweder ersetzt oder in andere kristalline Form umgewandelt worden waren. Es dürfte sich wohl um instabiles Material wie beispielsweise dem Calciumkarbonat Aragonit gehandelt haben. Einige der Skleriten erwecken den Eindruck, als wenn sie der Haut aufgesessen wären; andere wurden aber von Haut bedeckt, manche auch nur teilweise. Am wahrscheinlichsten erscheint dem Fossilbefund zufolge eine der Haut aufsitzende Position; die Sklerite hätten demnach nicht als verstärkende Skelettelemente in ihrem Inneren, sondern, wie die Stacheln eines Kaktus, nach außen vorstehend gesessen.

## Lebensweise
Die Chancelloriidae lebten wahrscheinlich im Schlick am Meeresboden, da ihre Sklerite nach oben an Größe zunehmen und ihre Ansätze Verdickungen besaßen, die als Verankerungen interpretiert werden. Oft finden sich Chancelloriidae angeheftet an andere Organismen oder Schalenreste. Über ihre Ernährung liegen keine Erkenntnisse vor. Gegen eine räuberische Ernährung spricht das Fehlen jeglicher Darmfüllungen oder Beutereste. Für einen Filtrierer untypisch ist der relativ kompakte Bau mit einer einzigen Mundöffnung, ohne fein verästelte Fortsätze oder ein inneren Kanalsystem.
Da die Sklerite extern aufsaßen und nicht ineinander verhakt waren, konnten sie auch keine Stützfunktion ausüben. Und da der Organismus außerdem fest am Meeresgrund verankert war, konnten die Sklerite auch nicht der Fortbewegung durch Zug dienlich gewesen sein. Ihr einziger Zweck dürfte daher die Verteidigung gegen Fressfeinde gewesen sein, in etwa vergleichbar mit den Stacheln moderner Kakteen.

## Taxonomische Stellung
In der Paläontologie ist die korrekte taxonomische Stellung der Chancelloriidae, die sich als sehr schwierig und strittig gestaltet, unabdingbar, da sie in der Entwicklungsgeschichte mehrzelliger Organismen eine bedeutende Rolle spielen. Ihre ursprüngliche Zuordnung durch Walcott zu den Schwämmen ist wegen ihres sesshaften Lebensstils und ihres einfachen Bauplans durchaus plausibel. Walcotts Annahme wurde aber erstmals von Bengtson und Kollegen wegen der Unterschiede zwischen Chancelloriidae-Skleriten und Schwammnadeln in Frage gestellt. Außerdem wurde die Meinung vertreten, dass Chancelloriidae weiter entwickelt waren und von weit komplexer aufgebauten Vorgängern abstammten. So zeigt beispielsweise ihre Haut wesentlich mehr Strukturen als bei den Schwämmen. Diese Diskrepanz führte zur Annahme, dass die Chancelloriidae mit den für die Kambrische Explosion so bedeutsamen Halkeriidae verwandt waren – schneckenartigen, von einem «Kettenhemd» geschützten Organismen. Die Sklerite dieser beiden Tiergruppen sind bis ins mikroskopische Detail hinein sehr ähnlich und sprechen daher für eine gemeinsame Entwicklung. Dem widerspricht jedoch ihr vollständig voneinander abweichender Bauplan.
Die Skleritenproblematik wurde im Jahr 1996 von Butterfield und Nicholas neu aufgerollt. Sie kamen zu dem Schluss, dass die Chancelloriidae sehr wohl den Schwämmen nahe stehen, da die Feinstruktur ihrer Sklerite Sponginfasern ähnelt. Spongin ist ein Protein aus Kollagen, das in modernen keratosen Hornkieselschwämmen (Demospongien) wie Darwinella vorkommt.
Dem widersprachen im Jahr 2002 Janussen, Steiner und Zhu. Sie argumentierten, dass Spongin nicht in allen Schwämmen auftreten muss, sondern nur für Demospongien ausschlaggebend ist. Die auf Kieselsäure basierenden Nadeln der Demospongien werden von sie umschließenden, spezialisierten Zellen – den Sclerocyten – abgeschieden. Demospongiennadeln enthalten ferner keinen Aragonit, der nur bei Sclerospongien anzutreffen ist und bei den Chancelloriidae vermutet wird. Sclerospongien werden von massiven, aus Aragonit oder Calcit aufgebauten Schildskeletten eingehüllt.
Janussen und Kollegen gingen ihrerseits auf die Hautthematik ein und verwiesen auf die Tatsache, dass das Pinacoderm bei Schwämmen nur lose zusammenhängt und nur eine Zelllage dick ist, wohingegen Chancelloriidae über eine wesentlich dickere Hautschicht und über Gürteldesmosome – verknüpfende Strukturen – verfügen. Ihrer Ansicht nach gehören die Chancelloriidae daher zu den oberhalb der Porifera (Schwämme) stehenden Epitheliazoa. Eine Einreihung der Chancelloriidae unter die Eumetazoa (echte Tiere mit mehreren Dermien) sehen sie als schwierig an, da sie weder über Sinnesorgane, Muskulatur noch einen Verdauungsapparat verfügen. Sie schließen aber nicht die Möglichkeit aus, dass die Chancelloriidae diese Merkmale bedingt durch ihre sesshafte, filtrierende Lebensweise im Laufe der Evolution wieder verloren haben.
Porter (2008) verwies auf die außergewöhnliche Ähnlichkeit der Skleriten von Chancelloriidae und Halkeriidae – schneckenähnlichen, bilateralsymmetrischen, von einer Art Kettenhemd bedeckten Tieren, die im Unter- und Mittelkambrium lebten. Die hohlen Coeloskleriten sind bei beiden Tiergruppen in allen Belangen miteinander vergleichbar – sie sind von einer dünnen organischen Außenschicht überzogen und ihr Inneres besteht aus einem Hohlraum, der über einen engen Kanal mit dem restlichen Körper in Verbindung steht. Ihre Wände bestehen aus demselben Material, nämlich Aragonit. Auch die Anordnung der Aragonitnadeln ist die gleiche bei beiden Tiergruppen – sie verlaufen von der Basis zur Spitze und nähern sich zum spitzen Ende hin gegeneinander an. Porter hält es für sehr unwahrscheinlich, dass zwei nicht miteinander verwandte Tiergruppen derart ähnliche Skleriten unabhängig voneinander entwickelten. Das Dilemma der riesigen Unterschiede in anderen Körpermerkmalen erklärt Porter folgendermaßen:
- Es ist durchaus möglich, dass sich die Chancelloriidae aus bilateralsymmetrischen Vorläufern entwickelten, dann aber zu einer sesshaften Lebensweise übergingen und sehr rasch sämtliche unnötigen Merkmale verloren. Bei anderen Bilateria, die ebenfalls ihre Bilateralsymmetrie aufgaben, wie beispielsweise Stachelhäuter (Echinodermata), Priapswürmer (Priapulida) und Hakenrüssler (Kinorhyncha), sind aber der Verdauungstrakt und andere interne Organe erhalten geblieben.

- Andererseits zeigen die Chancelloriidae eine Ähnlichkeit mit Vorläuferorganismen der Bilateria. Die frühesten Bilateria mussten demzufolge ebenfalls Coeloskleriten besessen haben. Im Fossilbericht gibt es aber keinerlei Hinweise auf Skleriten, die älter als 542 Millionen Jahre sind. So besitzt die mit 555 Millionen Jahren datierte Kimberella keine Anzeichen für Sklerite, war aber mit ziemlicher Sicherheit ein bilateralsymmetrisches Tier.[7]

- Ein Ausweg aus dem Dilemma liegt möglicherweise in der Tatsache begründet, dass SSF-Faunengemeinschaften nur relativ kurzzeitig während des Unterkambriums in Phosphaterhaltung fossilisiert wurden, Organismen mit Coeloskleriten aber möglicherweise bereits mehrere Millionen Jahre zuvor und auch danach lebten. Tatsächlich sind im Zeitraum 542 bis 521 Millionen Jahre BP 25 Taxa mit Phosphaterhaltung bekannt, im Zeitraum 555 bis 542 Millionen Jahre BP jedoch nur eines.

- Es könnte aber auch sein, dass die Vorfahren sowohl der Chancelloriidae als auch der Halkieriidae ursprünglich sehr ähnlich geartete, nichtmineralisierte Coeloskleriten besaßen und erst zu einem späteren Zeitpunkt unabhängig voneinander Aragonit in die einander ähnelnden Strukturen inkorporierten.[8]

Diejenigen Paläontologen, die aufgrund der Struktur der Sklerite eine Zusammengehörigkeit der Chancelloriidae, der Halkieriidae (und weiterer Gruppen) favorisieren, fassen diese als Taxon im Rang einer Klasse auf, die sie Coeloscleritophora benennen. Andere betrachten die hier zusammengefassten Gruppen als nicht zusammengehörig, ein Taxon Coeloscleritophora wäre dann nicht gerechtfertigt. Das Rätsel der evolutionären Zuordnung der Chancelloriidae bleibt somit weiterhin ungelöst.

### Taxa
Unter die Familie der Chancelloriidae werden folgende Taxa eingereiht:
- Allonnia Doré und Reid, 1965
- Archiasterella Sdzuy, 1969
- Cambrothyra Qian und Zhang, 1983
- Chancelloria Walcott 1920
- Chancelloriella Demidenko, 2000
- Ginospina Missarzhevsky, 1989
- Platyspinites Vassiljeva, 1985